# Уэллс, Уэйн
Уэйн Алтон Уэллс (англ. Wayne Alton Wells), по другим данным Уэйн Тёрнер Уэллс; 29 сентября 1946, Абилин, Техас, США — американский борец вольного стиля, чемпион Олимпийских игр, чемпион мира, призёр Панамериканских игр.

## Биография
В 1967 году стал чемпионом США по версии NCAA, на следующий год подтвердил своё звание.
На Летних Олимпийских играх 1968 года в Мехико боролся в категории до 70 килограммов (лёгкий вес). Выбывание из турнира проходило по мере накопления штрафных баллов. За чистую победу штрафные баллы не начислялись, за победу за явным преимуществом начислялось 0,5 штрафных балла, за победу по очкам 1 штрафной балл, за ничью 2 или 2,5 штрафных балла, за поражение по очкам 3 балла, поражение за явным преимуществом 3,5 балла, чистое поражение — 4 балла. Если борец набирал 6 или более штрафных баллов, он выбывал из турнира. Титул оспаривали 22 человека. До шестого круга Уэйн Уэллс мог рассчитывать на медали, но проиграл болгарину Енё Вылчеву и остался четвёртым.
| Круг | Соперник           | Страна                                    | Результат | Основание                   | Время схватки |
| ---- | ------------------ | ----------------------------------------- | --------- | --------------------------- | ------------- |
| 1    | Зарбег Бериашвили  | Союз Советских Социалистических Республик | Ничья     | (2 штрафных балла)          |               |
| 2    | Ян Карлссон        | Швеция                                    | Победа    | По очкам (1 штрафной балл)  |               |
| 3    | Стефанос Иоаннидис | Греция                                    | Победа    | Туше (0 штрафных баллов)    | 8:15          |
| 4    | Януш Пажак         | Польша                                    | Победа    | По очкам (1 штрафной балл)  |               |
| 5    | Ивао Хориути       | Япония                                    | Победа    | По очкам (1 штрафной балл)  |               |
| 6    | Енё Вылчев         | Болгария                                  | Поражение | По очкам (3 штрафных балла) |               |

В 1969 году дебютировал на чемпионате мира и занял там второе место, а на следующий год стал чемпионом мира. С 1970 по 1972 год три раза подряд становился чемпионом США.
На Летних Олимпийских играх 1972 года в Мюнхене боролся в категории до 74 килограммов (полусредний вес). Регламент остался прежним, титул оспаривали 25 человек.

Высокая агрессивность и отличное тактико-техническое мастерство позволили американцу Вэйну Вэллсу завоевать золотую медаль. В этой весовой категории он провел на высшем уровне все свои поединки, не оставляя ни одному из соперников никаких надежд на выигрыш.— 
При этом Уэллс выступал на играх с отслоёнными и переместившимися рёбрами, увеличением селезёнки и сильно повреждённым коленом.
| Круг              | Соперник                   | Страна                                       | Результат | Основание                  | Время схватки |
| ----------------- | -------------------------- | -------------------------------------------- | --------- | -------------------------- | ------------- |
| 1                 | Мехмет Али Демирташ        | Турция                                       | Победа    | Туше (0 штрафных баллов)   | 5:59          |
| 2                 | Данзандаржааджиин Серэетер | Монголия                                     | Победа    | Туше (0 штрафных баллов)   | 8:25          |
| 3                 | Мирослав Мусиль            | Чехословакия                                 | Победа    | Туше (0 штрафных баллов)   | 1:24          |
| 4                 | Вольфганг Ничке            | Германская Демократическая Республика        | Победа    | По очкам (1 штрафной балл) |               |
| 5                 | Даниэль Робен              | Франция                                      | Победа    | По очкам (1 штрафной балл) |               |
| 6                 | Янчо Павлов                | Болгария                                     | Победа    | Туше (0 штрафных баллов)   | 6:37          |
| Финал (встреча 1) | Ян Карлссон                | Швеция                                       | Победа    | По очкам (1 штрафной балл) |               |
| Финал (встреча 2) | Адольф Зегер               | Федеративная Республика Германии (1949—1990) | Победа    | По очкам (1 штрафной балл) |               |

Член Национального зала славы борьбы США.
Совсем незадолго до олимпиады в Мюнхене окончил университет Оклахомы и сдал адвокатский экзамен. После окончания карьеры работал прокурором.

## Видео
- — Олимпийские игры 1972, вольная борьба, 74 кг: Уэйн Уэллс (США)-Адольф Зегер (ФРГ)